# Heterogamus percurrens
Heterogamus percurrens är en stekelart som först beskrevs av Lyle 1921.  Heterogamus percurrens ingår i släktet Heterogamus och familjen bracksteklar. Inga underarter finns listade i Catalogue of Life.